# ホセ・マルティ・メモリアル

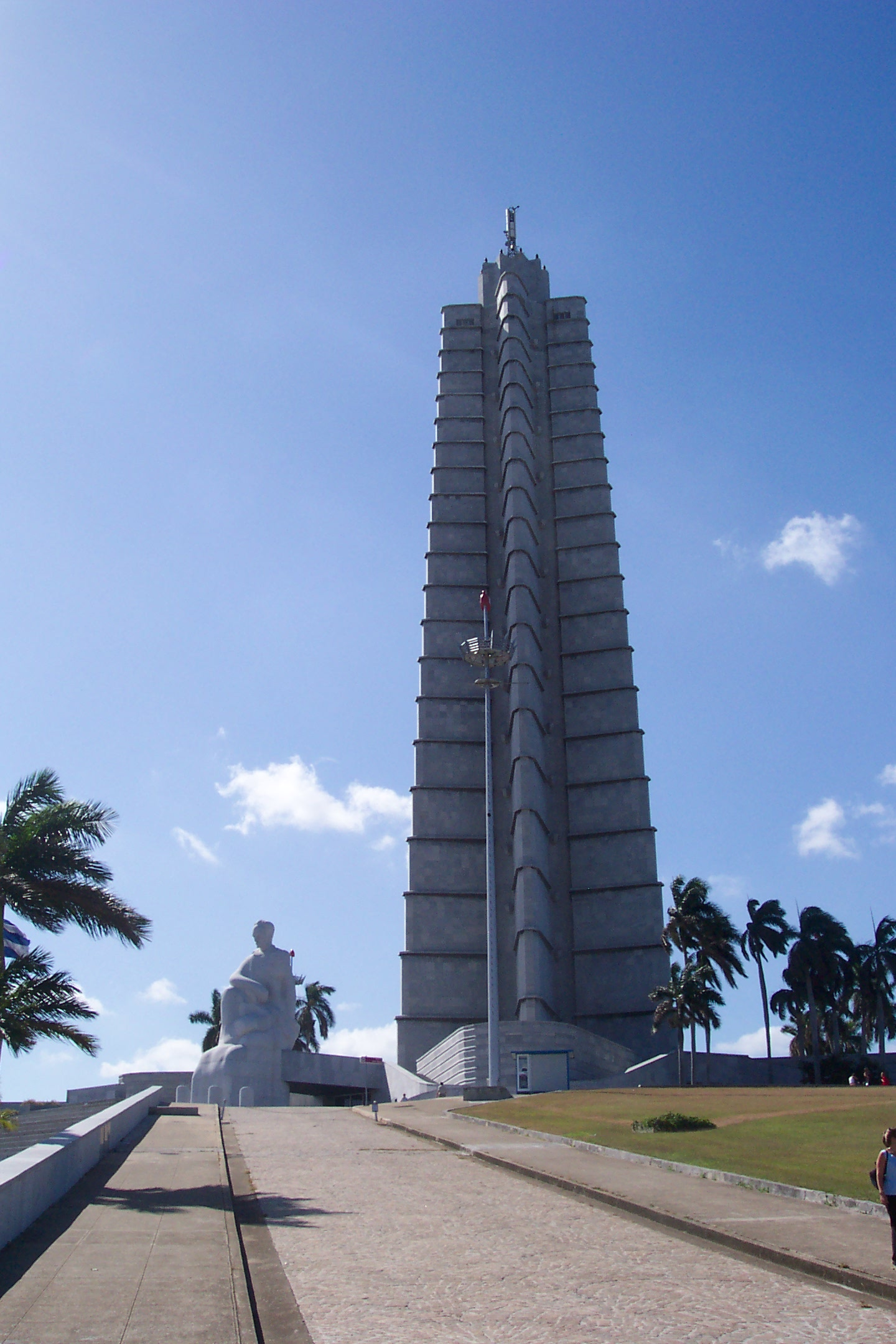
ホセ・マルティ・メモリアル

ホセ・マルティ・メモリアル（スペイン語: Memorial José Martí）は、キューバの国民的英雄ホセ・マルティを称える記念碑。キューバの首都ハバナのヴェダード地区にある、革命広場 (Plaza de la Revolucion) の北側に位置している。メモリアルは星型の形をした塔と6本の柱に囲まれたホセ・マルティの像、そして庭園で構成されている。
エンリケ・ルイス・バレーラ率いる建築家集団によりデザインされた塔は、109メートル（358フィート）の高さを誇る他、5角形の星型で青年の島から採掘した灰色のキューバ大理石に包まれている。最終的にデザインには、1939年より開始された一連のデザインコンクールから、推薦された数々の作品を選抜したものが採用された。出展された中にはマルティの像を上にのせた塔や、アメリカのワシントンD.C.にあるリンカーン記念館のような造りで、内部のリンカーン像同様にマルティの坐像がある記念碑などのデザインもあった。1943年に4度目のコンクールが開催され、メモリアルのデザインに建築家のアキレス・マザ、彫刻家のフアン・ホセ・シクルの作品が、それぞれ選ばれる結果となった。その後モニュメントの建設工程へと進むため、それ以前から同位置に存在していた建造物、モンセラット・エルミタージュは取り壊す必要性に迫られた。しかし、エルミタージュの買収には法的な障害が幾つかあったため、建物の取り壊しとメモリアルの建設は遅延するばかりとなった。そのため、フルヘンシオ・バティスタがクーデターにより権力を奪い取る1952年まで、メモリアルの建設は開始されなかった。

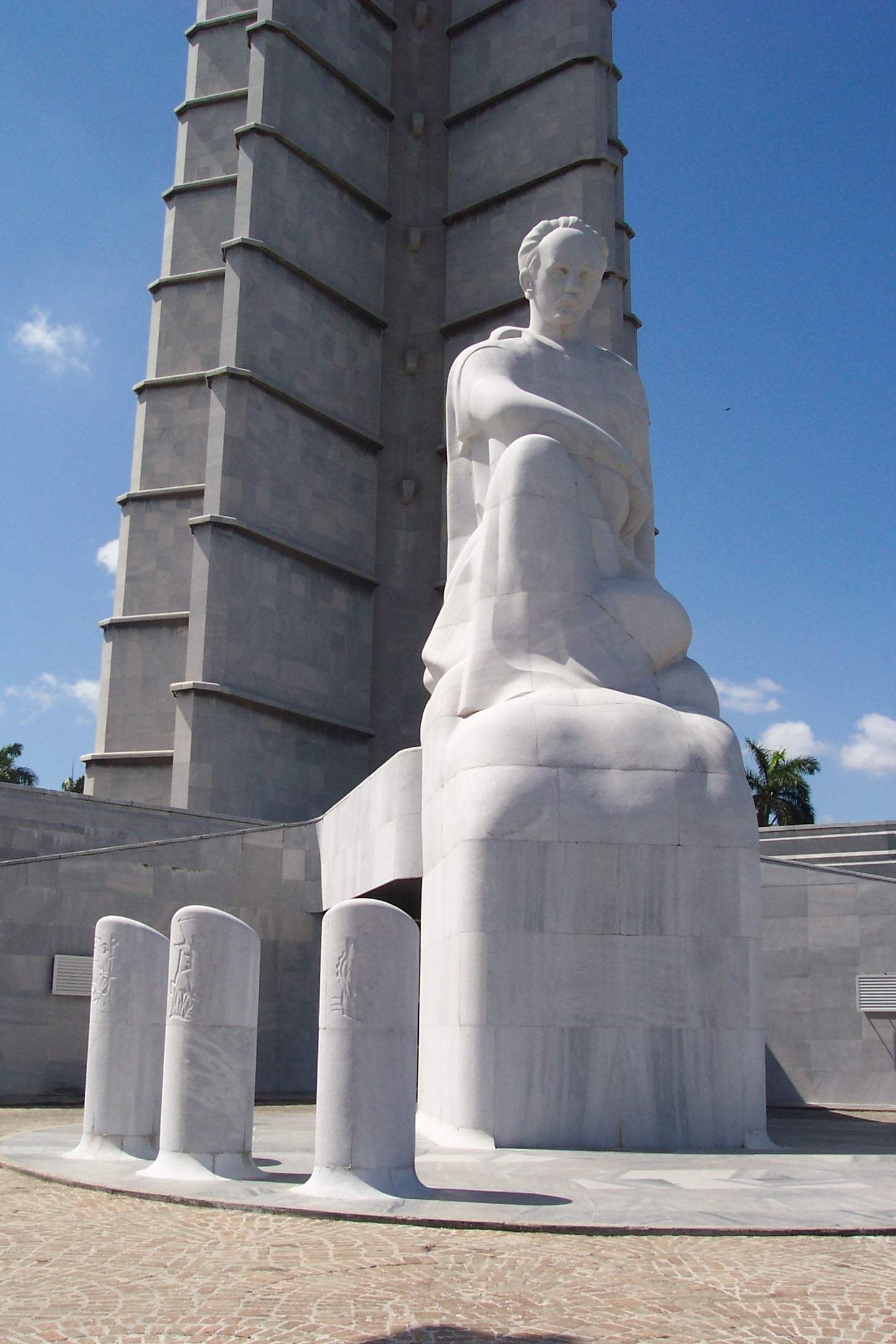
ホセ・マルティの像

権力の奪取後に大衆の支持を得たいと熱望するバティスタは、マルティの記念碑建設へ傾倒した。しかし、それまでに選出されていたコンクールの受賞者によるデザインよりも、バティスタはそれ以前の3回目のコンクール時に選抜されていた作品をメモリアルのデザインに選んだのである。これはバティスタの私的な友人であり労働大臣でもあった、エンリケ・ルイス・バレーラ率いる建築家集団がデザインしたものだった。このデザイン選出は世間の強い抗議をもたらし、結果として塔の上から像を取り除いて、代わりに塔の基底部にフアン・ホセ・シクルがデザインしたマルティの像を設置することへ、計画デザイン案の修正が行われた。塔の建設は、ホセ・マルティの生誕100周年記念となる1953年に開始された。ここでメモリアル建設のため、立ち退きが要求された地域住民への補償に関して更なる問題が巻き起こっており、この問題は若かりし頃のフィデル・カストロに引き継がれた。記念碑の建設は、バティスタ政権も終わりを迎えた1958年に竣工へと至っている。
選出されたデザインには最上階に取り付けられた展望台も含まれており、これはハバナ市内で最も高く、エレベーターで行くことが可能なこの場所では市内全方向を見渡せる、見晴らしの良い眺めを楽しむことができる。眺望のきく塔の地上階には、ホセ・マルティの手記や彼にまつわる品目が展示された、2つの展示室が設けられている。また、3番目の個室では革命広場の歴史が説明されており、4つ目の個室は現代アート作品の数々を展示する目的で使用されている。塔の中心にはエレベーターが備え付けられており、壁はマルティがかつて述べた言葉の引用文で装飾されている。展示されている他の物品には、ベネズエラの政治家ウゴ・チャベスが2002年にキューバを訪れた際、フィデル・カストロに贈呈したシモン・ボリバルの剣のレプリカがある。
広場と内務省のチェ・ゲバラの壁の方向に面する外側には、元の位置でシクルによって彫刻された、マルティの18メートル（59フィート）の白大理石像があり、それより高さの低い6本の大理石の柱が像を囲んでいる。像の位置する土台部分は、革命広場で集会が行われた際の演壇として使用されている。

## 参考
- “Historia del memorial” (スペイン語).   ホセ・マルティ・メモリアル. 2007年2月3日時点のオリジナルよりアーカイブ。2007年3月26日閲覧。
- ホセ・マルティ・メモリアル、現地情報　2007年3月26日参照